# Cho Gue-sung
Cho Gue-sung (kor. 조규성; * 25. Januar 1998) ist ein südkoreanischer Fußballspieler. Seit Sommer 2023 steht er beim dänischen Erstligisten FC Midtjylland unter Vertrag.

## Karriere

### Verein
Cho Gue-sung erlernte das Fußballspielen in den Schulmannschaften der Iho Elementary School und der Wongok Middle School, der Jugendmannschaft des FC Anyang sowie in der Universitätsmannschaft der Gwangju University. Seinen ersten Vertrag unterschrieb er 2019 bei seinem Jugendverein FC Anyang. Das Fußballfranchise aus Anyang spielte in der zweiten Liga des Landes, der K League 2. Für Anyang absolvierte er 33 Zweitligaspiele und schoss dabei 14 Tore. 2020 wechselte er zum Erstligisten Jeonbuk Hyundai Motors nach Jeonju und gewann mit dem Verein die südkoreanische Meisterschaft sowie den Korean FA Cup. Aus beiden Endspielen ging man als Sieger gegen Ulsan Hyundai hervor. Ab März 2021 spielte er bei Gimcheon Sangmu FC in Gimcheon. Zu den Spielern des Vereins zählen südkoreanische Profifußballer, die ihren zweijährigen Militärdienst ableisten. Im September 2022 kehrte er wieder zu Jeonbuk zurück.
Am 11. Juli 2023 wurde bekannt, dass der FC Midtjylland Cho für fünf Jahre verpflichtete.

### Nationalmannschaft
Cho Gue-sung spielte 2019 viermal für die südkoreanische U22-Nationalmannschaft. 2020 nahm er mit der U23 an der U23-Asienmeisterschaft in Thailand teil. Hier gewann Südkorea am 26. Januar 2020 in Bangkok das Endspiel gegen Saudi-Arabien mit 1:0 nach Verlängerung.
Bei der Fußball-Weltmeisterschaft 2022 in Katar lief er für die südkoreanische Fußballnationalmannschaft auf. Im Spiel gegen Ghana schoss er zwei Tore. Dennoch unterlag Südkorea Ghana mit 2:3. Er wurde damit der erste Südkoreaner, dem einen Doppelpack bei einem WM-Spiel gelang, sowie der erste Asiate, der in einem WM-Spiel zwei Kopfballtore schoss. Nach den beiden Treffern verhundertfachte sich die Anzahl seiner Instagram-Follower. Durch einen Sieg gegen Portugal im letzten Spiel der Gruppenphase sicherte sich Südkorea als zweitplatziertes Team den Einzug ins Achtelfinale.

## Erfolge

### Verein
Jeonbuk Hyundai Motors
- K League 1: 2020
- Korean FA Cup: 2020

FC Midtjylland
- Dänischer Meister: 2024

### Nationalmannschaft
Südkorea U23
- U-23-Fußball-Asienmeisterschaft: 2020